# Kyu Sakamoto
Kyu Sakamoto (坂本九, Sakamoto Kyū), född Hisashi Ōshima (大島九, Ōshima Hisashi) 10 december 1941 i Kawasaki, prefekturen Kanagawa i Japan, död 12 augusti 1985, Osutaka-åsen, var en japansk sångare, skådespelare och komiker. Efter att ha populariserat japansk musik internationellt ses han idag som en ikon inom japansk kultur[källa behövs], han kom att kallas "Sångaren som representerade Showa"
Kyu Sakamoto slog igenom i Japan i slutet av 1950-talet med den allt mer växande ungdomskulturen och rock ’n rollens intåg. Utöver sina egna kompositioner spelade han in ett stort antal tolkningar och covers av Elvis Presley samt av andra japanska musiker. Med egna texter men främst med de texter som skrivits av andra kompositörer blev han en mycket folkkär person i Japan. I en undersökning genomförd 2007 av NTV över "Historiens 100 mest inflytelserika personer" hamnade Kyu Sakamoto på 16 plats, framröstad av det japanska folket. Kyu var också skådespelare och en återkommande tv-personlighet. Han var verksam ända fram till sin död 1985.

## Biografi

### Uppväxtåren

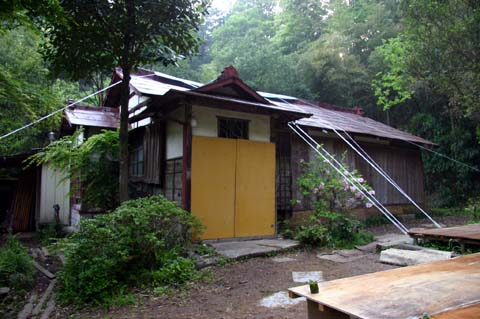
Kyu Sakamotos barndomshem i Ibaraki, 2002

Kyu Sakamoto föddes i Kawasaki. Han var son till Hiroshi Sakamoto och Iku Ōshima. Fadern var chef över en lastentreprenadfirma som efter andra världskrigets slut, som så många andra japanska företag, upplöstes på order av den amerikanska ockupationsmakten. Från slutet av 1940-talet drev han tillsammans med sin hustru en restaurang. Iku hade två söner sedan ett tidigare förhållande och Hiroshi tre söner och tre döttrar. Iku och Hiroshi fick tre barn tillsammans. Kyu Sakamoto var deras sista.
Hiroshi ville att hans son skulle döpas till "Kyu" och att hans namn skulle skrivas med tecknet "九" som betyder nio på japanska, just för att han var det nionde barnet. Men hans mor föredrog namnet "Hisashi" och ville att hans namn skulle skrivas med tecknet "久", eftersom hon tyckte att "九" lätt kunde misstolkas med exempelvis månaden september, som skrivs med samma tecken. Till slut bestämde de sig för att han skulle heta Hisashi, men med tecknet "九". Han kom att kallas Hisashi inom familjen, medan han använde Kyu som artistnamn.
Sommaren 1944, då det amerikanska flygvapnet inledde sina massiva bombningar av Tokyo och närliggande städer, såsom Kawasaki, flyttade Iku med Kyu, Teruaki, Yachiyo och Azuma till barnens morföräldrar Seri och Aou Ōshima som bodde ute på landet i den lilla staden Kasama. Resten av familjen stannade kvar i Kawasaki och lyckades mirakulöst överleva de amerikanska bombräderna. Sommaren 1949 flyttade familjen tillbaka till Kawasaki. År 1956 då Kyu gick i högstadiet skiljde sig Iku och Hiroshi. Iku tog vårdnaden om de barn som de fått tillsammans och de barnen fick då efternamnet "Oshima" medan de andra barnen behöll namnet "Sakamoto". När Kyu började i gymnasiet visade han stort intresse för musik. Han hade spelat trumpet i skolbandet sedan högstadiet och nu började han sjunga låtar av Elvis Presley inför skolans elever.

### Studier och karriär

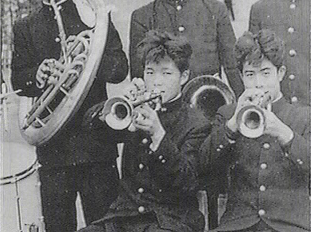
Kyu Sakamoto, 1956

I maj 1958, då Kyu var 16 år, blev han medlem i bandet ”The Drifters” som hade bildats tre år tidigare. Kyu var länge missnöjd med sin plats i bandet då han blivit tilldelad platsen som andre sångare. Hans stora genombrott som medlem i The Drifters kom den 26 augusti 1958 då han fick sjunga på jazzklubben "Nichigeki" på en årlig musikfestival kallad "Western Carnival". Kyu ville gå vidare och bli någonting ännu större och relationen mellan honom och de andra bandmedlemmarna blev allt sämre. Allt fler fans lade fokus på Kyu och de andra bandmedlemmarna hamnade i skymundan.
Till slut sparkades han ur bandet efter ett slagsmål som uppstått i november 1958 mellan honom och två andra bandmedlemmar. Under en kort tid återgick Kyu till sina studier och förberedde sig inför universitetet. Men i december 1958 blev han medlem i klasskamraten Hisahiko Iidas band; "Danny Iida & Paradise King". Han blev tillägnad platsen efter att sångaren Hiroshi Mizuhara lämnat bandet. Det var nu hans karriär satte fart på allvar. Han avslutade sina studier och hoppade av skolan. I juni 1959 fick bandet ett skivkontrakt hos skivbolaget JVC. Paradise King och Kyu slog igenom med hitlåten "Kanashiki rokujyussai" i augusti 1960. Detta ledde till att han i juli 1960 fick ett skivkontrakt med Toshiba Records och då lämnade han Paradise King och gick mot en solokarriär.

### Genombrottet

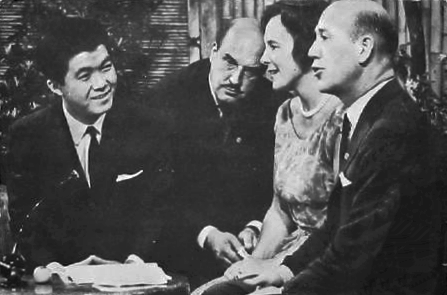
Hylands Hörna, 1964.

Under det tidiga 1960-talet kom Kyu Sakamoto och samtida musiker att förändra den japanska musikscenen. Den tidigare stora musikgenren enkan fick nu lämna plats åt den så kallade "kayōkyoku"-stilen som var inspirerad av västerländsk rock och pop. Kyus solokarriär inleddes med låten "Ue o muite arukō" skriven av Rokusuke Ei och Hachidai Nakamura. Sången framfördes för första gången i augusti 1961 i tv-programmet "Yume de aimashou". I Japan var den den mest sålda skivan från och med skivsläppet den 15 oktober 1961 till januari 1962. Det riktiga genombrottet kom två år senare när ägaren av det brittiska skivbolaget Pye Records Louis Benjamin var i Japan. Under sin vistelse hörde han sången ett flertal gånger och han blev förtjust i den. Han bestämde sig för att ta hem den till England och det var här "Ue o muite arukō" fick sitt nya namn på grund av att titeln var för svår att uttala. Man bytte till något som var lättare att uttala men som samtidigt lät japanskt: sukiyaki.
Kenny Ball and His Jazzmen spelade in en instrumental cover av sången som blev en stor hit i England. Man bestämde sig efter ett par månader att släppa originalet och återigen blev den en storsäljare och hamnade på sjätte plats på HMVs lista över mest sålda skivor. Sången fördes vidare till det amerikanska skivbolaget Capitol Records som sålde skivan i hundratusentals exemplar. Sukiyaki låg etta på listan "Billboard Hot 100 number one single" från den 15 till den 29 juni som den enda låt som någonsin sjungits helt på japanska.
Kyu lyckades ta sig in på Billboard-listan ännu en gång 1963 med "Shina no yoru" (Kinesiska nätter) som tog sig till plats 58. Det tog 16 år innan en japansk låt tog sig in på listan igen, då med den kvinnliga duon Pink Lady. Totalt såldes låten i över 13 miljoner exemplar i 70 länder. Efter Kyu Sakamotos växande popularitet med "Sukiyaki" så gav han sig ut på en världsturné som varade mellan 1963 och 1964.
Först ut var Los Angeles som han besökte den 13 augusti 1963. Tusentals ungdomar välkomnade honom på Los Angeles International Airport. Samma kväll var han gäst hos Steve Allens "The Steve Allen Show". Han skulle även ha gästat "The Ed Sullivan Show" ett par dagar senare men han tackade nej på grund av inspelningen av filmen "Kyu-chan katana wo nu ite". Under sin vistelse besökte han Disneyland. Vid hemkomsten till Japan möttes han av ett stort pressuppbåd och ställde genast upp på intervjuer på Haneda flygplats. Senare blev han tilldelad sin första och enda utländska guldskiva. Guldskivan utdelades av Capitol Records den 15 maj 1964 på hotell Okura i Tokyo. 
Den 10 oktober samma år var han gäst hos Lennart Hyland i Hylands hörna som sändes live från Tokyo i samband med öppningsceremonin av de olympiska sommarspelen. Utöver denna turné besökte Kyu även Norge och Portugal 1962 och Nederländerna 1965.

### Välgörenhet
Kyus karriär präglades av välgörenhet. Enligt honom själv började det när hans mor sagt till honom; "När du känner dig ensam, måste du jobba hårt för att hjälpa dom som är mer ensamma än du själv". Kyu besökte tidigt under sin karriär skolor, ålderdomshem och vårdhem. 1976 startade inspelningen av tv-programmet "Sundee Kyu" som producerades av STV . I programmet reste Kyu runt i Japan utan att ta betalt och besökte handikappade, äldre och sjuka människor. Programidén var den att rikta ljus på handikappades och äldres situation i Japan. Programmet blev en mindre succé och sändes i hela 462 avsnitt. Det sista avsnittet i programserien sändes en månad efter Kyu Sakamotos bortgång och efter detta lades serien ner. "Sundee Kyu" låg i kölvattnet för STV:s många välfärdsprogram som sänds än idag.

### Priser och utmärkelser
Kyu Sakamoto tilldelades ett antal priser och fick medverka i vad som i Japan ansågs vara ärofyllda uppträdande under sin karriär. Han tilldelades sju guldskivor från Toshiba Records, en från Capitol Records och tre platinaskivor från Toshiba Records. Hans sång "Miagete goran yoru no hoshi wo", komponerad av Hachidai Nakamura, vann 1963 Japan Record Award i kategorin Bästa ledmotiv. I staden Kasama restes 1965 ett stenmonument med en ingravering av texten till "Ue wo muite arukou" efter låtens stora framgångar. Mellan åren 1961 och 1971 uppträdde han i det populära tv-programmet "Kohaku uta Gassen mellan" och 1968 och 1969 var han dessutom värd för det "Vita laget". 1968 deltog Kyu tillsammans med Hachidai Nakamura i den internationella sångtävlingen "Festival Internacional da Canção" i Rio de Janeiro, där de framförde låten "Sayounara, sayounara", men de kvalificerade sig inte vidare. I juni 1985, två månader före sin död, fick Kyu ta emot priset "Koga Masao kinen ongaku taishou", som utdelas i kompositören Koga Masaos minne.

### Familjen

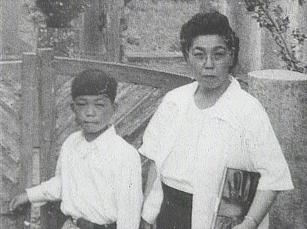
Kyu Sakamoto och hans mor Iku Sakamoto, sent 1940-tal.

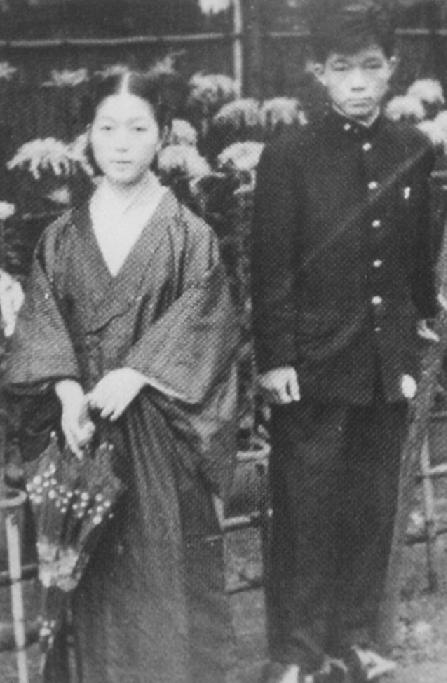
Kyu Sakamoto och hans syster Yachiyo Endo, 1956

Den 27 juni 1965 avled Kyus mor i lungcancer orsakad av rökning. Detta tog Kyu mycket hårt då han haft en mycket stark relation till sin mor. Men trots hennes bortgång fortsatte han med sina framträdanden. Bara ett par dagar efter hennes bortgång gjorde Kyu en konsert i Tokyo. Den fick dock avbrytas då han mitt i konserten började gråta inför publiken. Hans far dog fyra år senare av en hjärtattack, den 13 oktober 1969.
I april 1970 träffade Kyu skådespelerskan Yukiko Kashiwagi på ett café innanför Tohos lokaler. De gifte sig året därpå den 8 december 1971 i templet Kasama Inarai, i Kyus barndomsstad Ibaraki. De fick två döttrar tillsammans, Hanako född 1973 och Maiko född 1976. Yukiko och Kyu var gifta fram till Kyus död. I februari 2009 födde Hanako Oshima en son.
Föräldrar
- Hiroshi Sakamoto
- Iku Oshima

Morföräldrar
- Seri och Aou Ōshima

Syskon
Barn från Hiroshi Sakamotos tidigare äktenskap
- Akira Sakamoto, 坂本明 (Kyus äldsta halvbror)
- Kenji Sakamoto, 坂本健次 (Kyus näst äldsta halvbror)
- Itsutsu Sakamoto, 坂本照明 (Kyus yngsta halvbror)
- Teruko Noma, 野間照子 (Kyus äldsta halvsyster)
- Kikuyo Abe, 阿部喜久代 (Kyus näst äldsta halvsyster)
- Yachiyo Endo, 遠藤八千代 (Kyus yngsta halvsyster)

Barn från Iku Oshimas tidigare äktenskap
- Hirohumi Oshima, 大島博文 (En av Kyus yngre halvbröder, födelsedatum saknas)

Barn som Iku och Hiroshi fick tillsammans
- Azuma Oshima, 大島東 (Kyus yngsta bror)
- Kiyoshi Oshima, 大島清 (Kyus näst yngsta bror)
- Kyu Sakamoto, 坂本九

Barn som blivit adopterade av familjen
- Teruaki Sakamoto, 坂本照明

### Död

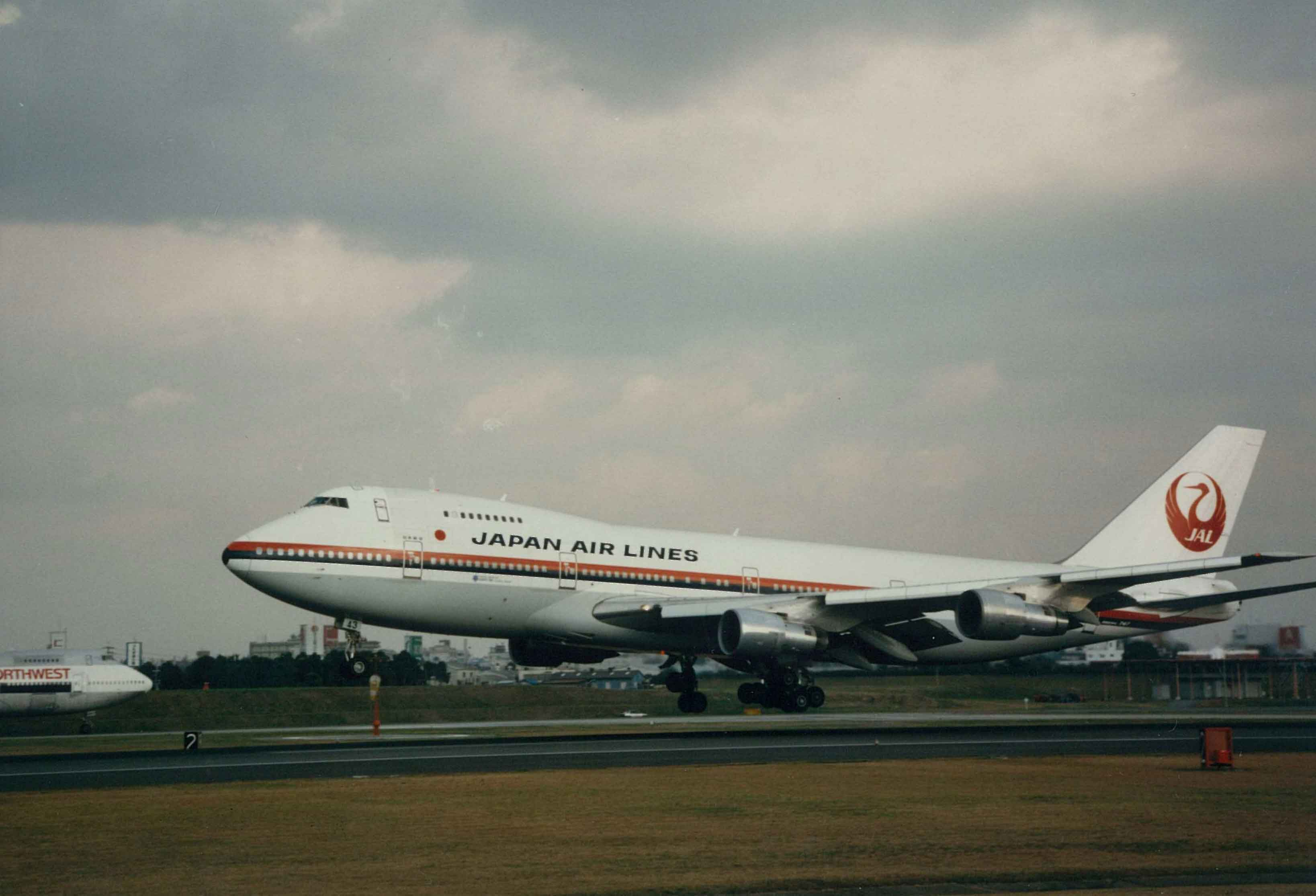
Ett plan av samma typ som JAL123

Kyu Sakamoto omkom i historiens hittills värsta singelflygolycka, då Japan Airlines Flight 123 havererade  ner i en dal i Gunma prefektur.
Kyu hade under 1985 bytt skivbolag från Toshiba Records till Fun House (idag BMG JAPAN). Den 12 augusti medverkade han i NHK-FM:s eftermiddagssändning där han kommenterade framgångarna med den nya låten "Natsukashii Love-song" som legat högt på listorna sedan den släpptes i slutet av maj. Senare på eftermiddagen skulle Kyu flyga med sin manager Katsuhiro Komiya från Tokyo-flygplatsen Haneda  till Itami, Osaka. Man skulle där besöka Fun Houses kontor och diskutera utgivningen av framtida skivor. Planet lyfte efter ett par minuters förseningar klockan 18:12. Tolv minuter efter starten hörde markkontrollen och besättningen en kraftig explosion från passagerarkabinen. Strax efter tappade man nästan helt kontrollen över planets styrsystem. Besättningen försökte febrilt hålla maskinen uppe, men efter en halvtimmes kamp havererade planet in i en bergvägg och gled sedan ner i en dal där det exploderade 18:56.  
I haverirapporten konstaterades att planet tidigare hade varit inblandat i en incident att stjärtpartiet skadats vid start då det slagit i marken. Vid reparationen på Boeingfabriken i USA gjordes ett grovt misstag vid bytet av den bakre tryckväggen, då den blev undermåligt monterad. Explosionen orsakades av att tryckväggen utmattades i metallen och till slut gav vika. Boeingfabriken framförde en offentlig ursäkt.
När rapporten om planets försvinnande kablades ut for Yukiko och döttrarna samma kväll till Osaka där de tog in på ett hotell. Då visste man ännu inte att Kyu faktiskt var ombord.
Två dagar efter haveriet, den 14 augusti, fann man en axelremsväska tillhörande Kyu. Kyu Sakamotos kropp hittades den 16 augusti. Kvarlevorna visades upp för Yukiko Kashiwagi och hans familj i en gymnastiksal i byn Ueno på kvällen samma dag. Det var hit de flesta av kropparna fördes för identifiering. Den 18 augusti fastslogs hans identitet med hjälp av tandkort och en amulett som han burit runt halsen. Kroppen hade hittats i fosterställning bland spillrorna tillsammans med ett avskedsbrev. I åtanke att det enda som påträffades av kaptenen var hans underkäke med fem tänder, så lär Kyus kropp varit illa däran, då han befann sig fyra rader bakom cockpiten.
Efter identifikationen kom man fram till att Kyu dött när planet träffade bergväggen och inte under natten då ett flertal av de överlevande passagerarna frös ihjäl. Hans kropp kremerades enligt shintoistisk sed. Begravningen var privat och endast familj och bekanta närvarade. Rokusuke Ei medverkade vid begravningen och där läste han den berömda dikten "Do not stand at my grave and weep" översatt till japanska. Askan bevaras idag i Chokoku-templet, i Minato, Tokyo. Kyu Sakamoto blev 43 år gammal.

## Verk

### Diskografi
I Japan släppte Toshiba Records 25 album (den första 1960) och 84 singlar (den första 1959).

### Filmografi
1959
- Seishun o kakero (青春を賭けろ) (Musikaliskt framträdande tillsammans med "Danny Iida & paradise king")
- Ori no naka no yarou tachi (檻の中の野郎たち) (Musikaliskt framträdande tillsammans med "Danny Iida & paradise king")

1960
- Yama no kanata ni (山のかなたに)
- Subete ga gurutteru - "The madness of youth" (すべてが狂ってる)

1961
- Kanashiki rokujyus sai (悲しき６０才 )
- Awamori kun uri dasu (アワモリ君売出す)
- Kigeki ekimae danchi[9]
- Awamori kun kanpai (アワモリ君乾杯！)
- Kigeki ekimae bento[10]
- Awamori kun nishi e iku (アワモリ君西へ行く)

1962
- Ue o muite arukô (上を向いて歩こう)
- Kyu chan Ondo (九ちゃん音頭)
- Wakai kisetsu (若い季節)
- Hitoribotchi no futari da ga (ひとりぼっちの二人だが)
- Para kin to Kyu chan moushiwake nai yarou tachi (バラキンと九ちゃん　申し訳ない野郎たち)

1963
- Kyu chan no ooatari sa kasama jin gi (九ちゃんの大当りさかさま仁義)
- Kurejii sakusen sente hisshou (クレージー作戦　先手必勝)
- Kyu-chan katana wo nu ite (九ちゃんの刀を抜いて)
- Jerii no mori no hikagenokazura (ジェリーの森の石松)
- Miagete goran yoru no hoshi wo (見上げてごらん夜の星を)

1964
- Otoko girai (男嫌い)
- Kigeki youki na miboujin (喜劇　陽気な未亡人)
- Banji okane (万事お金)
- Shiawase nara te o tatako (幸せなら手をたたこう)

1965
- Gulliver no Uchuu Ryokou (ガリバーの宇宙旅行)
- Choushi no i yakko itazura no tensai (調子のいい奴　いたずらの天才)
- Haiwei no ousama (ハイウェイの王様)

1966
- Botchan (坊っちゃん)

1967
- Kyu-chan no Dekkai Yume (九ちゃんのでっかい夢)
- Kimi ha koibito (君は恋人)

1975
- Tokkan (吶喊)
- Shin Hakkenden (新八犬伝　第一部　芳流閣の決斗)

1976
- Ore no eranda onna (俺の選んだ女)
- Nakinagara warau hi (泣きながら笑う日)

### Musikaler
1963
- Miagete goran yoru no hoshi wo

1964
- Hur man lyckas i affärer utan att egentligen anstränga sig Roll: J. Pierrepont Finch

1977
- You're a Good Man, Charlie Brown Roll: Karl (Charlie Brown)[11]

### TV
- 1961-1966 - Yume de aimashou (夢であいましょう)
- 1963 - Ushichi jini aimasho (7時にあいまショー)
- 1964-1965 - Mito ki kado (mitoko u mon) (水戸黄門 (ブラザー劇場))
- 1961-1971 - Kōhaku Uta Gassen (紅白歌合戦)
- 1967-1969 - Minna no Uta (みんなのうた)
- 1968-1969 - Fushi san ta Otoko (フジ三太郎)[12]
- 1974 - Nisemono goryōshin (ニセモノご両親) Roll: Berättare
- 1970-1985 - Sekai kayou sai (世界歌謡祭)
- 1975 1985 - Kitchen Patrol (キッチンパトロール)
- 1976-1985 - Fureai hiroba・Sunde Kyu (ふれあい広場・サンデー九)
- 1979-1981 - Sutaa Senichi yoru (スター千一夜)
- 1981-1982 - Sutā tanjō (スター誕生!)
- 1981-1985 - Naruhodo! The world (なるほど!ザ・ワールド)

Manus
- 1973-1975 - Shin Hakkenden (新八犬伝)

Reklam
- 1963 - Kyuri no kyu chan (きゅうりのキューちゃん)
- 1980-1982 - Nichii Co. Ltd (ニチイ)[13]
- Meidi-ya Juice (明治屋 マイジュース)
- Kukuretto Hitachi (日立ククレッ)

## Postuma uppmärksammanden

### Filmporträtt
Kyu Sakamoto har porträtterats av Tatsuya Yamaguchi i den japanska TV-filmen "Ue o muite arukō~Sakamoto Kyū monogatari" från 2005.

### Förening
Den ideella organisationen One Step To 9 startades av Kyus familj den 9 september 1999.  Den för på olika vidare Kyus engagemang för gamla och handikappade. Hanako Oshima är den som är mest aktiv inom föreningen och sjunger regelbundet vid deras möten. Föreningen anordnar ofta idrottsaktiviteter.

### Museum
Kyu Sakamoto Memorial Hall byggdes 1993 i Kuriyama, Hokkaido.

### Asteroid
År 1993 upptäckte astronomerna Kin Endate och Kazuro Watanabe en asteroid i närheten av planeten Mars. Den fick namnet "6980 Kyusakamoto" efter Kyu Sakamoto.

## Fotnoter
1. ↑  ”History’s 100 Most Influential People: Hero Edition (Video)”. Arkiverad från originalet den 16 oktober 2009. http://arquivo.pt/wayback/20091016100959/http://www.japanprobe.com/2007/04/01/historys-100-most-influencial-people-hero-edition-video/. Läst 12 januari 2012.
2. ↑  ”Loading....”. Loading..... Arkiverad från originalet den 2011-07-15. https://web.archive.org/web/20110715185125/http://www.ringohouse.com/dramafiles/03.uemuite.html.
3. ↑  ”Proceedings of the Association for Japanese Literary Studies: PAJLS.”. Proceedings of the Association for Japanese Literary Studies: PAJLS.. AJLS. 1 januari 2002. http://books.google.com/books?id=shtkAAAAMAAJ&q=kyu%20sakamoto%20steve%20allen&dq=kyu%20sakamoto%20steve%20allen&hl=sv&pgis=1.
4. ↑  Se en:Sapporo Television Broadcasting
5. ↑  ”kyu_sakamoto_seat1.bmp (image)”. kyu_sakamoto_seat1.bmp (image). http://bp1.blogger.com/_c3EaXlY_20M/R42d6NCqskI/AAAAAAAAADk/VaPatBi7tvg/s1600-h/kyu_sakamoto_seat1.bmp.
6. ↑  ”YouTube”. YouTube. http://uk.youtube.com/watch?v=9cNrlKCvq04&feature=related.
7. 1 2  ”日航機墜落事故　東京－大阪１２３便　新聞見出しに見る２５年間の記録”. 日航機墜落事故　東京－大阪１２３便　新聞見出しに見る２５年間の記録. Arkiverad från originalet den 2008-01-16. https://web.archive.org/web/20080116133121/http://www.goennet.ne.jp/~hohri/n-index.htm. Arkiverad 16 januari 2008 hämtat från the Wayback Machine. ”Arkiverade kopian”. Arkiverad från originalet den 16 januari 2008. https://web.archive.org/web/20080116133121/http://www.goennet.ne.jp/~hohri/n-index.htm. Läst 14 januari 2008.
8. ↑  ”日本航空123便墜落事故”. 日本航空123便墜落事故. 27 november 2016. http://ja.wikipedia.org/w/index.php?title=%E6%97%A5%E6%9C%AC%E8%88%AA%E7%A9%BA123%E4%BE%BF%E5%A2%9C%E8%90%BD%E4%BA%8B%E6%95%85&oldid=62088976.
9. ↑  http://www.imdb.com/title/tt0204431/
10. ↑  http://www.cdjapan.co.jp/detailview.html?KEY=TDV-15065D
11. ↑  ”Arkiverade kopian”. Arkiverad från originalet den 27 april 2013. https://archive.is/20130427091551/http://homepage2.nifty.com/localcactusclub/records/ankokuji.htm. Läst 22 juni 2008.
12. ↑  http://homepage2.nifty.com/ysotake/page494.html
13. ↑  http://www.youtube.com/watch?v=9KOqhxU2OZI
14. ↑  ”9chan.com”. 9chan.com. http://www.9chan.com/.
15. ↑  ”Arkiverade kopian”. Arkiverad från originalet den 5 juli 2007. https://web.archive.org/web/20070705153552/http://www12.ocn.ne.jp/~hello.e/ibenntopege/index3.html. Läst 15 april 2007.
16. ↑  ”Minor Planet Center 6980 Kyusakamoto” (på engelska). Minor Planet Center. https://www.minorplanetcenter.net/db_search/show_object?object_id=6980. Läst 13 augusti 2020.